# Mr. Sunshine (serie televisiva 2018)
Mr. Sunshine (미스터 션샤인?, Miseuteo SeonsyainLR) è una serie televisiva sudcoreana trasmessa su TVN dal 7 luglio al 30 settembre 2018. In lingua italiana è stata resa disponibile su Netflix.

## Trama
Mr. Sunshine è incentrata su Eugene Choi, nato in schiavitù a Joseon, ma fuggito negli Stati Uniti dopo lo Shinmiyangyo del 1871 (spedizione degli Stati Uniti in Corea). Diventa un ufficiale del Corpo dei Marines degli Stati Uniti e torna a Joseon per una missione. Mentre è a Joseon, incontra e si innamora della nipote di un aristocratico, Go Ae-shin, che fa parte dell'Esercito dei Giusti. Tuttavia, il loro amore è messo in discussione da entrambe le loro classi diverse e dalla presenza di Kim Hee-sung, un nobile in un matrimonio combinato con Ae-shin. Mentre è a Joseon, incontra anche Goo Dong-mae, uno spietato samurai innamorato anche di Ae-shin, e Hina Kudo, proprietaria del famoso "Glory Hotel" dove risiede Eugene. Allo stesso tempo, scopre un complotto dell'Impero del Giappone per colonizzare la Corea e presto viene coinvolto nella lotta per la sovranità di Joseon.

## Personaggi
- Choi Yoo-jin/Eugene Choi, interpretato da Lee Byung-hun
- Go Ae-shin, interpretata da Kim Tae-ri
- Goo Dong-mae, interpretato da Yoo Yeon-seok
- Kudo Hina/Lee Yang-hwa, interpretata da Kim Min-jung
- Kim Hee-sung, interpretato da Byun Yo-han